# Devil's Ground
Devil's Ground peti je studijski album njemačkog power metal sastava Primal Fear. Album je objavljen 23. veljače 2004. godine, a objavila ga je diskografska kuća Nuclear Blast.

## Popis pjesama
| 1.    | »Metal Is Forever«  | 4:46 |
| 2.    | »Suicide and Mania« | 4:03 |
| 3.    | »Visions of Fate«   | 4:50 |
| 4.    | »Sea of Flames«     | 4:01 |
| 5.    | »The Healer«        | 6:40 |
| 6.    | »Sacred Illusion«   | 4:03 |
| 7.    | »In Metal«          | 5:15 |
| 8.    | »Soulchaser«        | 4:52 |
| 9.    | »Colony 13«         | 3:55 |
| 10.   | »Wings of Desire«   | 6:46 |
| 11.   | »Heart of a Brave«  | 4:55 |
| 12.   | »Devil's Ground«    | 2:09 |
| 56:15 |                     |      |

## Zasluge
Primal Fear
- Ralf Scheepers – vokali, produciranje
- Stefan Leibing – gitara, klavijature, produciranje
- Tom Naumann – gitara, produciranje
- Mat Sinner – bas-gitara, prateći vokali, produciranje
- Randy Black – bubnjevi, produciranje

Ostalo osoblje
- Achim "Akeem" Köhler – produciranje, inženjer zvuka, miksanje, mastering
- Leo Hao – omot albuma
- Ingmar Schelzel – inženjer zvuka
- Thomas Ewerhard – ilustracije
- Alex Kuehr – fotografija